# Compagnie Générale Transatlantique

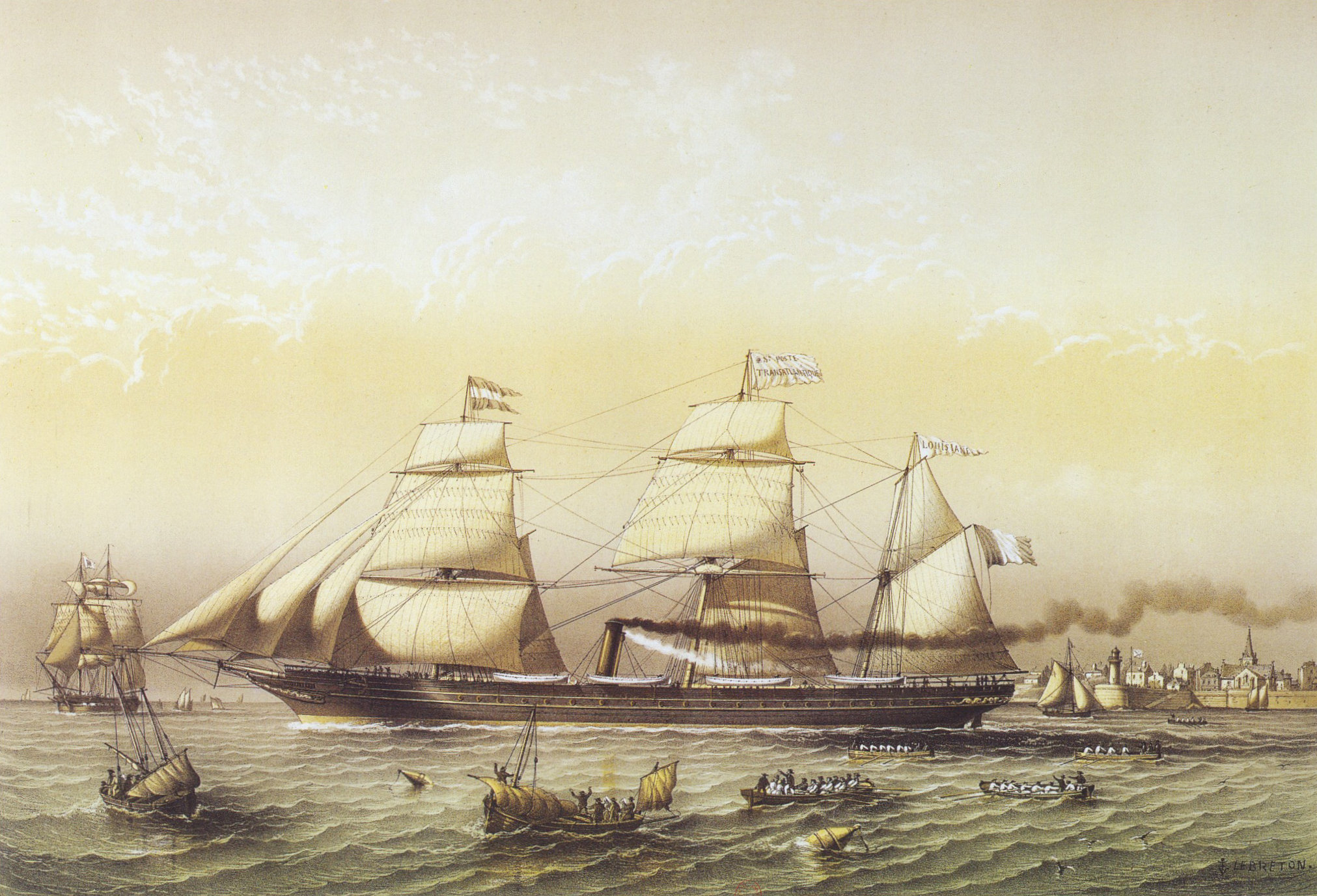
De Louisiane vertrekt van Saint-Nazaire naar Mexico

Compagnie Générale Transatlantique of Transat was een Franse rederij.
De Franse marine stelde in de eerste helft van de 19e eeuw niet veel voor. De vloot van Frankrijk was in 1805 in de Zeeslag bij Trafalgar verslagen door Horatio Nelson en men had nog geen moeite gedaan om die weer op te bouwen. Daardoor moest Frankrijk tijdens de Krimoorlog schepen charteren van de Britten om de 30.000 troepen naar de Krim te kunnen vervoeren.
Keizer Napoleon III was van plan om na de misser van de Krim, de vloot opnieuw op te bouwen. Hij bestelde de eerste oorlogsschepen met ijzeren bepantsering en hij richtte met een flinke overheidssubsidie Transat op. Dit moest een pakket- en passagierslijn worden die met eigen schepen op de Verenigde Staten, West-Indië en Mexico zou varen.
Transat zou meer een nationale trots zijn dan een handelsmaatschappij. "Wij brengen u ons land in een beperkte ruimte", zei een functionaris van de Franse Lijn eens trots. Emile en Isaac Péreire, twee broers die enkele jaren al eens geprobeerd hadden om een trans-Atlantische rederij op te richten, maar dat liep op niets uit. Nu kregen ze een herkansing en dat deden ze goed. Hun eerste twee schepen waren de Washington en de Lafayette. Het waren schepen van iets meer dan 3200 registerton. Dat was de maximale capaciteit van de haven van Le Havre.
In de jaren van 1910 tot 1930 bracht het luxe passagiersschepen in de vaart zoals de Paris, Île-de-France en Normandie. Het bedrijf kwam verzwakt uit de Tweede Wereldoorlog, maar kreeg opnieuw bekendheid in 1962 met het beroemde schip France. De passagiersvaart kwam sterk onder druk te staan door de opkomst van de luchtvaart en de passagiersschepen kregen een andere bestemming. In 1973 fuseerde het bedrijf met de Compagnie des Messageries Maritimes en het bedrijf is nog altijd actief als containerrederij onder de naam Compagnie Maritime d'Affrètement - Compagnie Générale Maritime of CMA CGM.

## Vloot (volledig)
- Abd-El-Kader 1880-1922
- Afrique 1881-1900
- Ajaccio 1881-1901
- Amérique 1873-1895
- Antilles 1913-1937
- Antilles 1953-1971
- Atlantique 1870-1873
- Bastia 1881-1900
- Biskra 1916-1933
- Bretagne 1936-1939
- Cacique 1862-???
- Canada 1875-1908
- Caraïbe 1866-????
- Caravelle 1908-????
- Carthage 1910-1915
- Champlain 1932-1940
- Charles-Quint 1880-????
- Charles-Roux 1909-1936
- Chicago 1908-1928
- Colombie 1874-????
- Colombie 1931-1964
- Commandant-Quéré 1948-1967
- Comté-de Nice 1966-1969
- Corse 1966-1969
- Cuba 1923-1945
- Cyrnos 1948-1966
- Darien 1866-????
- Duc de Bragance 1889-1921
- Duc d'Aumale 1913-1950
- De La Salle 1921-1943
- De Grasse (I) 1924-1953
- De Grasse (II) 1971-1973
- Espagne 1910-1934
- Eugène-Péreire 1888-1929
- Europe 1865-1874
- Ferdinand-de-Lesseps 1879-????
- Figuig 1920-1934
- Flandre 1914-1940
- Flandre 1952-1968
- Floride 1862-1874
- Fournel 1880-????
- France (I) 1912-1934
- France (II) 1962-1979
- France (La) 1865-1910
- Fred-Scamaroni (I) 1948-1953
- Fred-Scamaroni (II) 1966-1977
- Frédéric-Frank 1912-1917
- Gascogne 1949-1952
- Général Chanzy 1892-1910
- Gouverneur Général Chanzy 1922-1963
- Gouverneur Général De Gueydon 1924-1942
- Gouverneur Général Grévy 1922-1943
- Gouverneur Général Jonnart 1923-1944

- Guadeloupe 1870-????
- Guadeloupe 1907-1915
- Guadeloupe 1929-????
- Guyane 1865-????
- Haïti 1914-1929
- Île-de-France (schip) 1927-1959
- Impératrice Éugenie 1865-1870
- Isaac-Pereire 1880-1906
- Kléber 1880-1901
- L'Aquitaine 1899-1906
- La Bourdonnais 1920-1934
- La Bourgogne 1886-1898
- La Bretagne 1886-1912
- La Champagne 1886-1915
- La Corse 1881-1906
- La Dives 1915-????
- La Gascogne 1886-1912
- La Lorraine 1900-1922
- La Navarre 1893-1925
- La Provence 1906-1916
- La Savoie 1901-1927
- La Touraine 1891-1923
- Labrador 1895-1923
- Lafayette 1864-1903
- Lafayette 1915-1929
- Lafayette (schip) 1930-1938
- Lamoricière 1921-1942, genoemd naar generaal Lamoricière
- Liberté 1950-1962
- Lou Cettori 1881-1906
- Louisiane 1862-1875
- Macoris 1920-1934
- Malvina 1881-1910
- Maréchal Bugeaud 1890-1927
- Maréchal Canrobert 1881-1892
- Maroc 1951-1956
- Marrakech 1914-1951
- Martinique 1869-????
- Martinique 1903-1932
- Méditerranée 1970-???
- Meknes 1914-1940
- Mexique 1915-1940
- Mohamed Es Sadock 1881-1886
- Moïse 1880-1923
- Montreal 1905-1917
- Napoléon 1959-1975
- Napoléon III 1866-1873
- Niagara 1910-1930
- SS Normandie 1935-1942
- Nouveau Monde 1865-1874
- Olinde Rodrigues 1878-1905
- Oregon 1917-????
- Oudjda 1917-1929

- Panama 1866-1876
- SS Paris 1921-1939
- Pellerin de Latouche 1923-1936
- Péreire 1866-1888
- Pérou 1908-1934
- Pologne 1921-1932
- Président Dal Piaz 1929-1944
- Puerto Rico 1914-1929
- Quebec 1905-1917
- Rochambeau 1911-1934
- Roussillon 1920-1931
- Saint-Germain 1876-1907
- Saint-Augustin 1880-1913
- Saint-Domingue 1879-????
- Saint-Domingue 1932-1949
- Saint-Laurent 1866-1902
- Saint-Raphaël 1906-1934
- Saint-Simon 1878-1905
- Salvador 1879-1914
- Sampiero Corso 1951-1964
- Savoie 1940-1942
- Suffren 1923-1928
- Tampico 1862-1869
- Timgad 1911-1939
- Vénézuela 1876-????
- Vénézuela 1912-1920
- Vera Cruz 1862-1869
- Ville d'Ajaccio 1948-1960
- Ville d'Alger 1890-1921
- Ville d'Alger 1935-1966
- Ville d'Oran 1880-????
- Ville d'Oran 1954-1965
- Ville de Barcelone 1880-1951
- Ville de Bône 1880-1931
- Ville de Bordeaux 1871-1899
- Ville de Bordeaux 1956-1964
- Ville de Brest 1871-1899
- Ville de Madrid 1880-1921
- Ville de Marseille 1879-1902
- Ville de Marseille 1951-1969
- Ville de Mostaganem 1915-????
- Ville de Naples 1882-1918
- Ville de Paris 1866-1888
- Ville de Rome 1882-1898
- Ville de Saint-Nazaire 1871-1897
- Ville de Sfax 1906-????
- Ville de Tanger 1880-????
- Ville de Tunis 1884-1923
- Ville de Tunis 1952-1967
- Ville du Havre 1873-1873
- Volubilis 1920-1931
- Washington 1864-1899

## Trivia
Op 4 maart 1960 ontplofte La Coubre in de haven van Havana in Cuba. Het schip was geladen met 76 ton Belgische munitie. Tijdens het lossen aan de kade kwam het rond 15.10 uur tot een explosie. Een half uur later, nadat honderden mensen waren toegestroomd om de gewonden te helpen, volgde een tweede, nog krachtiger explosie. De gebeurtenis kostte naar schatting 75 tot 100 personen het leven en er vielen zo'n 200 gewonden.